# ایستمیس
ایستمیس (به لاتین: Istimis) یک منطقهٔ مسکونی در روسیه است که در سرزمین آلتای واقع شده‌است.